# Lekeaka Oliver
Lekeaka Oliver, popularmente conhecido como Field Marshall, foi um soldado do exército camaronês e mais tarde um comandante separatista ambazoniano e líder da milícia Dragão Vermelho. O seu grupo armado faz parte do Conselho de Autodefesa da Ambazônia, pouco estruturado, e é leal ao Governo Interino da Ambazônia. O Dragão Vermelho atua principalmente na Divisão de Lebialem, Região Sudoeste. Oliver era irmão de Chris Anu, ex-secretário de Comunicações do Governo Interino. Ao longo do seu tempo como líder separatista, as forças camaronesas relataram erroneamente que ele havia sido morto três vezes. Foi assassinado em 12 de julho de 2022, embora ainda não esteja claro se foi morto pelas forças camaronesas ou em um incidente de lutas internas separatistas.

## Biografia

### Juventude e insurgência
Oliver nasceu, filho de Grace Mafuatem, em Azi, em dezembro de 1968. Segundo parentes, ele era um "menino obediente", mas não concluiu a escola devido às notas baixas. Oliver acabou se juntando ao exército camaronês, tornando-se parte do Batalhão de Intervenção Rápida (BIR). Em contraste, seu irmão Chris Anu começou a trabalhar como engenheiro de computação nos Estados Unidos.
Com a eclosão da crise separatista nos Camarões em Setembro de 2017, Oliver abandonou a sua posição no exército e juntou-se ao lado separatista, sendo o primeiro militante a atacar posições militares na Região Sudoeste. Um comandante capaz, acabou se tornando o senhor da guerra mais poderoso da Divisão de Lebialem. Devido em parte à topografia de Lebialem, a divisão tornou-se um campo de batalha fundamental  da guerra, com as Forças Armadas dos Camarões enfrentando uma dura luta contra os separatistas ali. Como resultado, Oliver tornou-se um general proeminente do lado separatista, bem como um alvo prioritário dos Camarões. O jornalista do Journal du Cameroun Nana Kamsukom o descreveu como a bête noire do exército camaronês. Seu irmão também se juntou aos separatistas como porta-voz e coordenador político.
Em 31 de dezembro de 2018, Camarões alegou ter assassinado Oliver. Esses relatos foram provados falsos quando Oliver apareceu em um vídeo uma semana depois. Em agosto de 2019, a sua mãe e irmã foram presas em Yaoundé. As autoridades alegaram que tinham escondido o dinheiro do resgate feito pela milícia Dragão Vermelho pela tomada de reféns. Os advogados alegaram que perderam contato com Oliver. O comandante também afirmou que o governo prendeu seu melhor amigo e sua esposa. A mãe de Oliver foi libertada em 20 de novembro, enquanto sua irmã foi transferida para a Prisão Central de Kondengui.
Em 1 de outubro de 2019, tendo expulsado os governantes tradicionais de Lebialem, Oliver declarou-se "Governante Supremo" ou "Rei" de Lebialem, e até posou para uma foto vestido com roupas semelhantes às usadas pelos governantes tradicionais locais.  Este ato causou indignação tanto entre os lealistas camaroneses como entre outros rebeldes, com um porta-voz ambazoniano, Tapang Ivo Tanku, chamando isso de um "abuso excessivo de poder e violação da cultura". A autoproclamação de Oliver como monarca também levou a incursões camaronesas na área para capturá-lo ou matá-lo. Embora não tenham conseguido encontrar Oliver, os ataques causaram baixas em ambos os lados. Quando a crise de liderança ambazoniana eclodiu no mesmo ano, a milícia de Oliver jurou lealdade ao governo interino de Samuel Ikome Sako. Em algum momento, Oliver ascendeu a líder de todo o Conselho de Autodefesa da Ambazônia (então mais conhecido como "Forças de Restauração da Ambazônia"). No auge de seu poder, a milícia Dragão Vermelho contava com centenas de membros. Oliver até apresentou seu grupo como sendo a maior milícia separatista ativa. O pesquisador do The New Humanitarian R. Maxwell Bone o descreveu como o "principal recurso militar" dos partidários de Sako. No entanto, à medida que os conflitos entre os rebeldes aumentavam, Oliver foi cada vez mais criticado por separatistas anti-Sako, como o proeminente ativista Mark Bareta.

### Declínio dos Dragões Vermelhos e morte
Em Janeiro de 2022, as Forças de Restauração da Ambazônia começaram a fraturar-se à medida que surgiram conflitos entre os seus membros. Vários comandantes do grupo guarda-chuva, incluindo o General No Pity e o General Mad Dog, começaram a entrar em conflito com outros membros da coligação. As lutas internas intensificaram-se ainda mais em Fevereiro de 2022, quando o Governo Interino se desintegrou quando o seu líder Samuel Ikome Sako foi destituído. O General Mad Dog posteriormente começou a atacar as forças de Oliver. Nas semanas seguintes, a posição dos Dragões Vermelhos declinou bastante, com o grupo sendo reduzido a cerca de 30 combatentes de acordo com o Bareta News ou apenas  "poucos apoiadores" segundo o Journal du Cameroun. Em algum momento, Oliver teria sido ferido em combate e se escondeu na Nigéria ou em Lebialem.
As forças de segurança camaronesas, incluindo o Batalhão de Intervenção Rápida, supostamente localizaram Oliver em Menji e organizaram uma operação em 12 de julho de 2022. De acordo com o governo camaronês, Oliver e um de seus guardas foram mortos durante o ataque, enquanto os remanescentes dos Dragões Vermelhos fugiram. Posteriormente, foram publicadas fotos de um cadáver que pareciam corresponder a Oliver. Os sites de notícias Cameroun Web e Cameroon Info alertaram que Oliver havia sido declarado morto três vezes antes deste ataque, fazendo com que alguns separatistas questionassem sua morte. No entanto, os separatistas confirmaram mais tarde a sua morte; de acordo com seu irmão Chris Anu, Oliver foi morto por uma pessoa de dentro que avisou as forças camaronesas sobre a localização do cadáver. O governo camaronês posteriormente exibiu o cadáver de Oliver ao público para "dissuadir os rebeldes e alertar os jovens contra a adesão à sua causa".